# Ángel de Andrés López
Ángel de Andrés López (23 oktober 1951 – 4 mei 2016) was een Spaans acteur.

## Levensloop en carrière
Lopez maakte zijn filmdebuut in 1983. Een jaar later speelde hij een hoofdrol in ¿Qué he hecho yo para merecer esto? van Pedro Almodóvar. Ook in 800 balas speelde hij naast Carmen Maura. In 1988 werd hij genomineerd voor een Goya.
Lopez overleed in 2016 op 64-jarige leeftijd.

## Filmografie (selectie)
| Jaar | Film                                     |
| ---- | ---------------------------------------- |
| 1984 | ¿Qué he hecho yo para merecer esto?      |
| 1988 | Mujeres al borde de un ataque de nervios |
| 1996 | Taxi                                     |
| 1996 | El perro del hortelano                   |
| 2002 | 800 balas                                |